# Trippenhuis

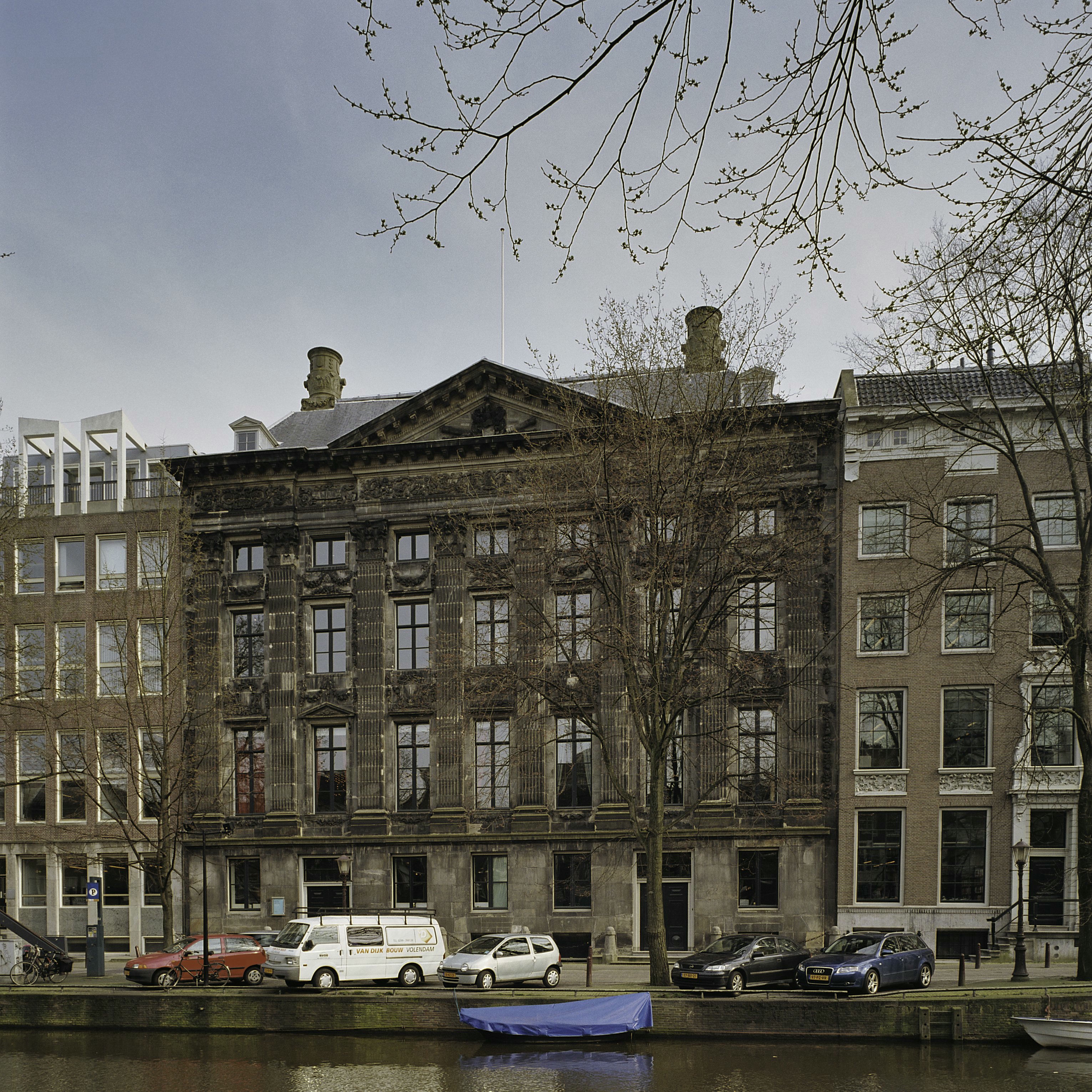
Trippenhuis Amsterdam

Das Trippenhuis ist ein palastartiges Gebäude am Kloveniersburgwal 29 in Amsterdam. Es wurde von Justus Vingboons entworfen und zwischen 1660 und 1662 für die Brüder Louys und Hendrick Trip, Waffenhändler, gebaut. Das Trippenhuis ist eines der letzten Beispiele des niederländischen Klassizismus in Amsterdam. Dieses Grachtenhaus ist eines der wenigen mit einer monumentalen Rückfassade. Eine repräsentative Funktion erhielt das Gebäude bereits zu Beginn des 19. Jahrhunderts, als die Stadt Amsterdam Eigentümerin des südlichen Teils wurde. Seit 1812 wird es von der Königlichen Niederländischen Akademie der Künste und Wissenschaften und ihrem Vorgänger, dem Königlichen Institut der Wissenschaften, Schriften und schönen Künste, genutzt. Von 1817 bis 1885 teilte sich die Akademie das Gebäude mit dem Rijksmuseum. Seit 1887 befindet sich das gesamte Trippenhuis im Besitz des Staates der Niederlande (Rijksvastgoedbedrijf, die Staatliche Immobilienverwaltung). Es gehört zu den Top 100 des Nationalen Dienstes für Denkmalpflege von 1990.

## Geschichte
Das Haus wurde von den Brüdern Louys (Lodewijk) Trip (1605–1684) und Hendrick Trip (1607–1666), den Söhnen von Jacob Trip und Margaretha de Geer, erbaut. Das Paar lebte in Dordrecht und hatte zwölf Kinder; vier starben früh. Louys und Hendrick hielten sich eine Zeit lang in Schweden auf, um Bergbau und Handel zu lernen, und ließen sich um 1630 in Amsterdam nieder. Louys heiratete Emerentia Hoefslager; nach dem Tod von Cecilia Godin heiratete Hendrick erneut Johanna de Geer, eine Nichte ihres großen Rivalen und Onkels Louis de Geer. Zunächst wohnten sie an der Keizersgracht, zogen dann aber in die Sint Antoniesbreestraat und den Oude Turfmarkt. Louys und Hendrick Trip handelten mit Kupfer, Teer, Eisen, Waffen und Munition und besaßen Minen, Öfen, Schmieden und Artilleriegießereien in Schweden. Bis 1640 waren sie vorübergehend in das Mäzenatentum in Neu-Niederlande eingebunden.
Hendrick war in der Regel der Erfinder der Pläne und Louys der Vollstrecker.
Die Brüder wollten das Haus von Louis de Geer, das Huis met de hoofden, übertreffen. Dazu schlossen sie sich 1655 zusammen und ließen von Justus Vingboons (1620/21–1698) einen Bürgerpalast entwerfen, der aus zwei kompletten Häusern hinter einer gemeinsamen Fassade bestand. Die Kosten für den Bau des Trippenhuis betrugen 250.000 Gulden. Das Gebäude ist sieben Joche breit; es ist heute die breiteste Grachtenhausfassade in Amsterdam.

## Architektur

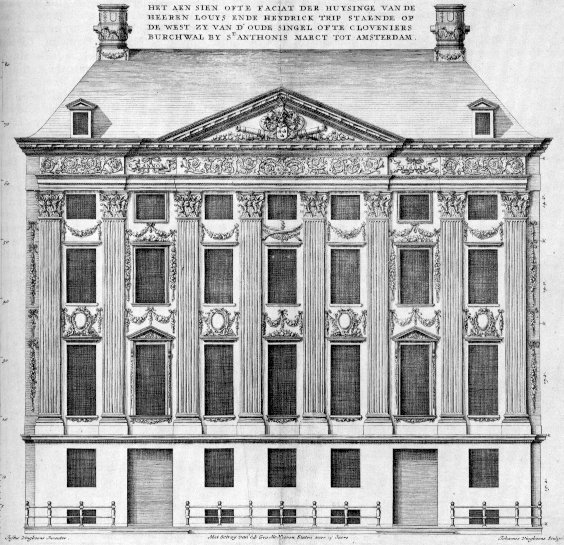
Fassadenentwurf für das Trippenhuis

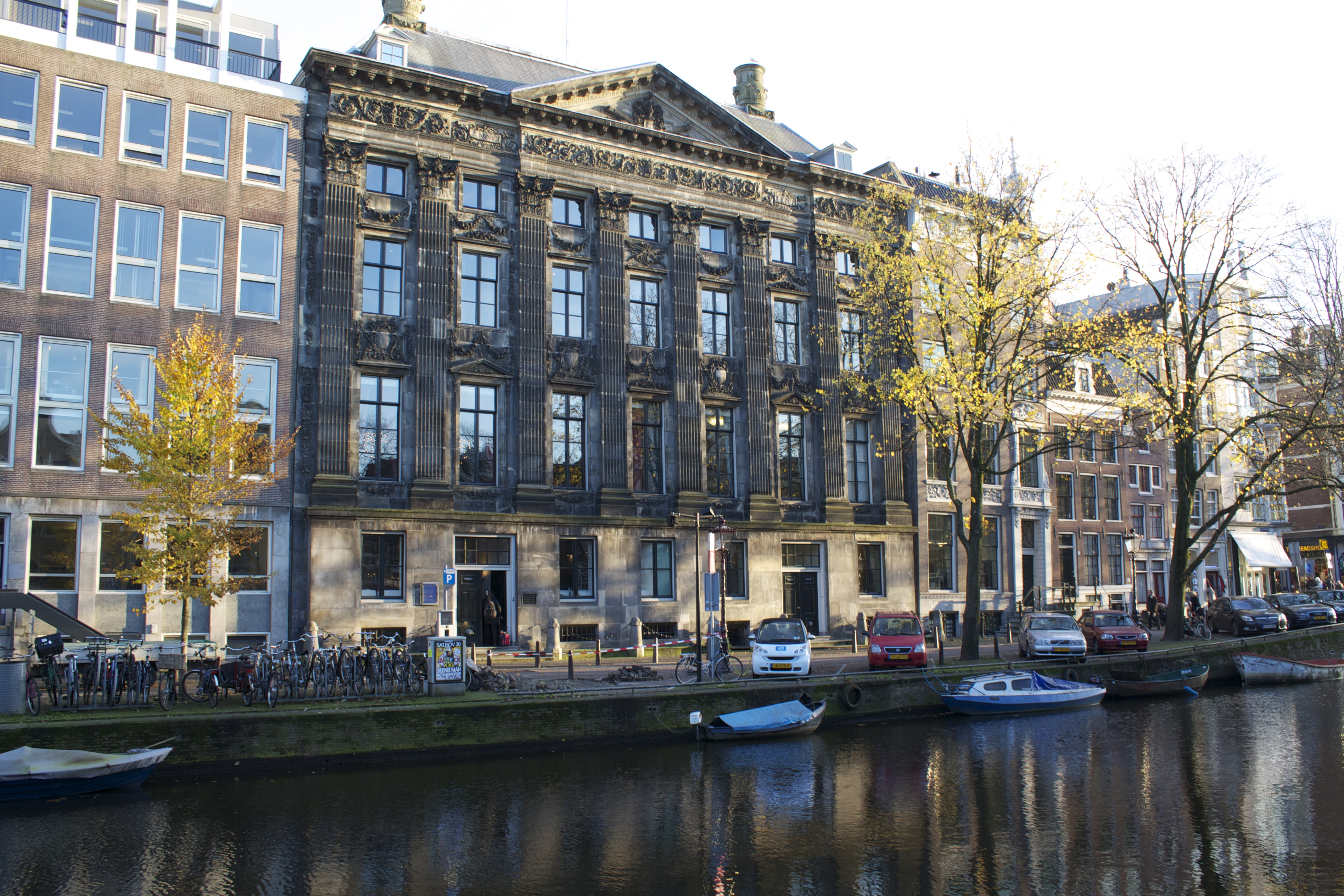
Trippenhuis (2013)

Justus Vingboons, der eine Zeit lang in Schweden tätig war, entwarf eine Fassade mit einer Kolossalordnung von acht korinthischen Pilastern, eine der eindrucksvollsten Pilasterfassaden in Amsterdam. Das Bauwerk ist in Bremer und Bentheimer Sandstein ausgeführt. Ein großer dreieckiger Giebel ruht auf vier Pilastern. Die beiden Pilaster auf beiden Seiten bilden einen ebenfalls vorspringenden Teil, der den Charakter einer Palastfassade hat. Die Verwendung von korinthischen Pilastern in einem Wohnhaus wurde zunächst als unpassend für bürgerliche Häuser angesehen, insbesondere Pilaster mit kannelierten Schäften, die einzigartig für Amsterdam sind. Das Trippenhuis als Bürgerpalast unterstreicht den bürgerlichen Charakter von Amsterdam. Das Haus wurde bewusst am Kloveniersburgwal und nicht im damals modernen Amsterdamer Grachtengürtel gebaut. Über die damals viel niedrigeren Häuser hinweg war das Rathaus auf dem Damm gut zu sehen – und vom Rathaus aus das Haus der Brüder Trip in Dordrecht. Ursprünglich war sogar beabsichtigt, das Trippenhuis mit einem kleinen Kuppelturm wie auf dem Dam-Platz zu schmücken, was aber nicht realisiert wurde, wahrscheinlich weil der Turm auf der Trennwand zwischen den beiden Häusern aufliegen musste. Die schwere Holzkonstruktion, auf der der Turm ruhen sollte, wurde angefertigt und ist auf den Dachböden des Trippenhuis deutlich zu sehen.
Hinter der Fassade befinden sich zwei Häuser; links das Haus von Hendrick, rechts das Haus von Louys (wahrscheinlich haben die Brüder die Anteile ausgelost). Die Trennwand zwischen den beiden Häusern, einen halben Meter dick, steht genau in der Mitte der Fassade, hinter der mittleren Fensterreihe. Nach den klassischen Regeln durfte kein Pilaster in der Achse des Hauses stehen: die Anzahl der Pilaster ist also gerade und deshalb musste es in der Mitte Fenster geben (ursprünglich waren diese mittleren Fenster verblendet).
Die Fassade ist mit Fruchtgirlanden zwischen den Fenstern geschmückt, in der Mitte mit Oliven- und Palmzweigen (Symbole des Friedens) und mit Schornsteinen in Form von Mörsern oder Hochöfen an den Seiten des Daches. Im Tympanon befindet sich das Wappen der Familie Trip (drei Dreibeine), flankiert von vier Kanonenrohren und einem Vorrat an Kanonenkugeln auf beiden Seiten. Die Rückfassade hat ein Tympanon mit dem Familienwappen.
Im Jahr 1730 wurde das rechte Haus (von Louys) im Auftrag von Elisabeth van Loon im Stil Ludwigs XIV. umgebaut. Im Erdgeschoss wurde ein verputzter Korridor angelegt und das Vorderhaus wurde verändert. Elisabeth van Loon lebte nur kurze Zeit, von 1730 bis 1733, im Trippenhuis. Das linke Haus hat mehr von seiner ursprünglichen Einrichtung behalten, wie zum Beispiel die Decken von Nicolaes de Helt Stockade. Das Trippenhuis blieb bis Anfang des 19. Jahrhunderts im Besitz der Familie Trip, wurde aber unter anderem von Nicolaas Six bewohnt. Gerrit Braamcamp brachte dort zwischen 1750 und 1758 seine Sammlung unter und stellte einen Wächter an. Willem Buys und Nicolaes Warin, beide Direktoren der Sozietät von Suriname, wohnten ebenfalls dort.

## Verwendung im 19. Jahrhundert

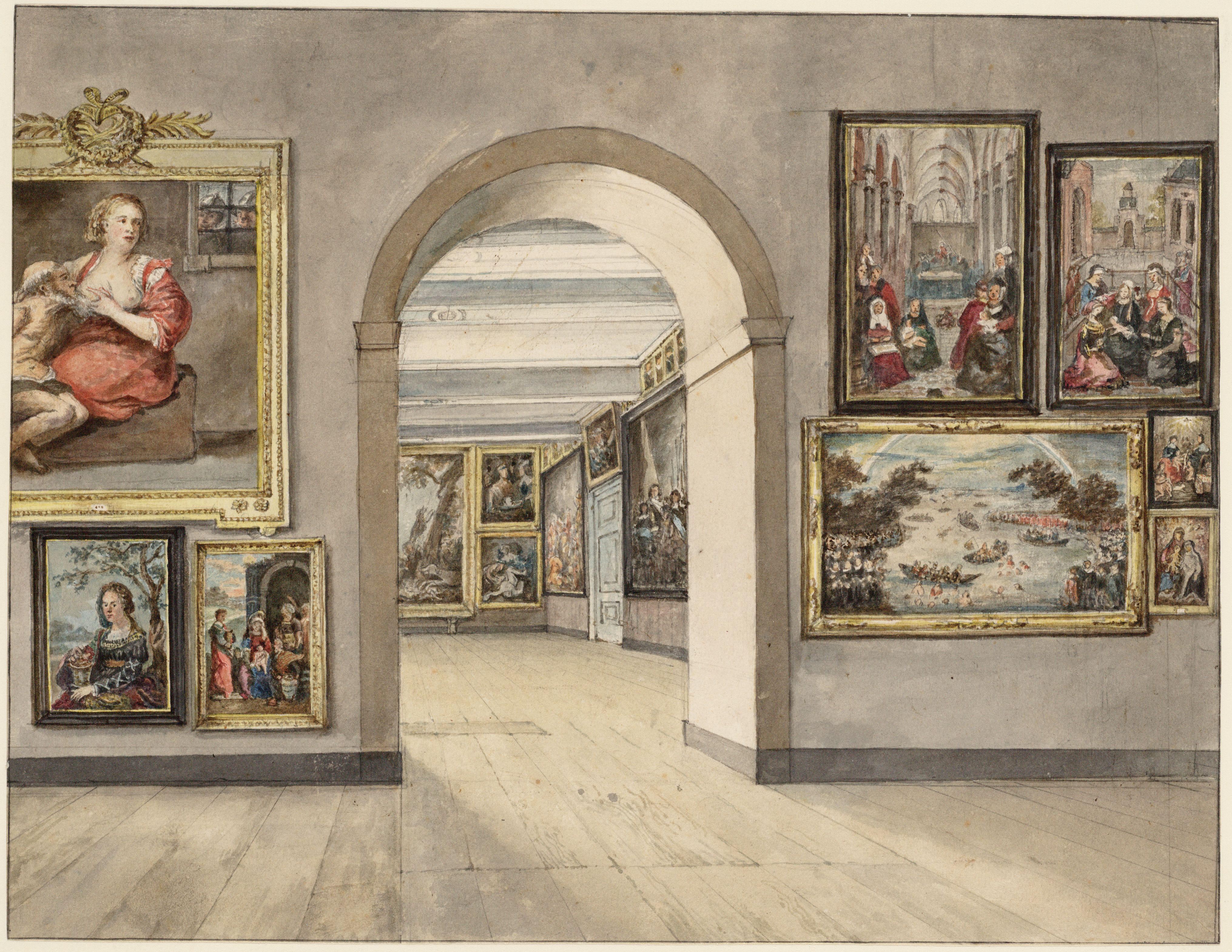
Das Interieur des Trippenhuis, der obere Raum in seiner Zeit als Rijksmuseum, vor den Veränderungen im August 1845

Im Jahr 1809 wurde das Trippenhuis zum Sitz der gesetzgebenden Versammlung, und ab 1812 beherbergte es das Königliche Institut für Wissenschaften, Briefe und schöne Künste (1808 von Louis Napoleon gegründet), den Vorläufer der heutigen Königlich Niederländischen Akademie der Wissenschaften. Die andere Hälfte wurde von dem Kunsthändler Cornelis Sebille Roos, Inspektor des Nationalmuseums, genutzt. 1815 wurden die beiden Hälften vereinigt. Ab 1816 war das Rijksmuseum Amsterdam im Trippenhuis untergebracht, aber die Räumlichkeiten erwiesen sich aufgrund der Erwerbungen von Cornelis Apostool bald als zu klein. 1838 wurden die Gemälde lebender Künstler nach Paviljoen Welgelegen in Haarlem verlegt, aber andere Gemälde, darunter Die Nachtwache, blieben bis 1885 im Trippenhuis, als das von Pierre Cuypers entworfene Gebäude des Rijksmuseums an der Stadhouderskade eröffnet wurde. In Erfüllung des Konkordats von 1827 wurde das Trippenhuis als möglicher zukünftiger Bischofspalast einer zu errichtenden römisch-katholischen Diözese in Amsterdam erwähnt.

## Varia
- Der Wärter und Zeichner Gerrit Lamberts lebte in seinen letzten Jahren im Trippenhuis und wurde 1850 von dort aus beerdigt.
- Der Hofgarten wurde im Laufe der Jahre aufgefüllt.
- Auf der gegenüberliegenden Seite befindet sich das Kleine Trippenhuis, das im gleichen Stil gebaut wurde.